# Fritz Heckert

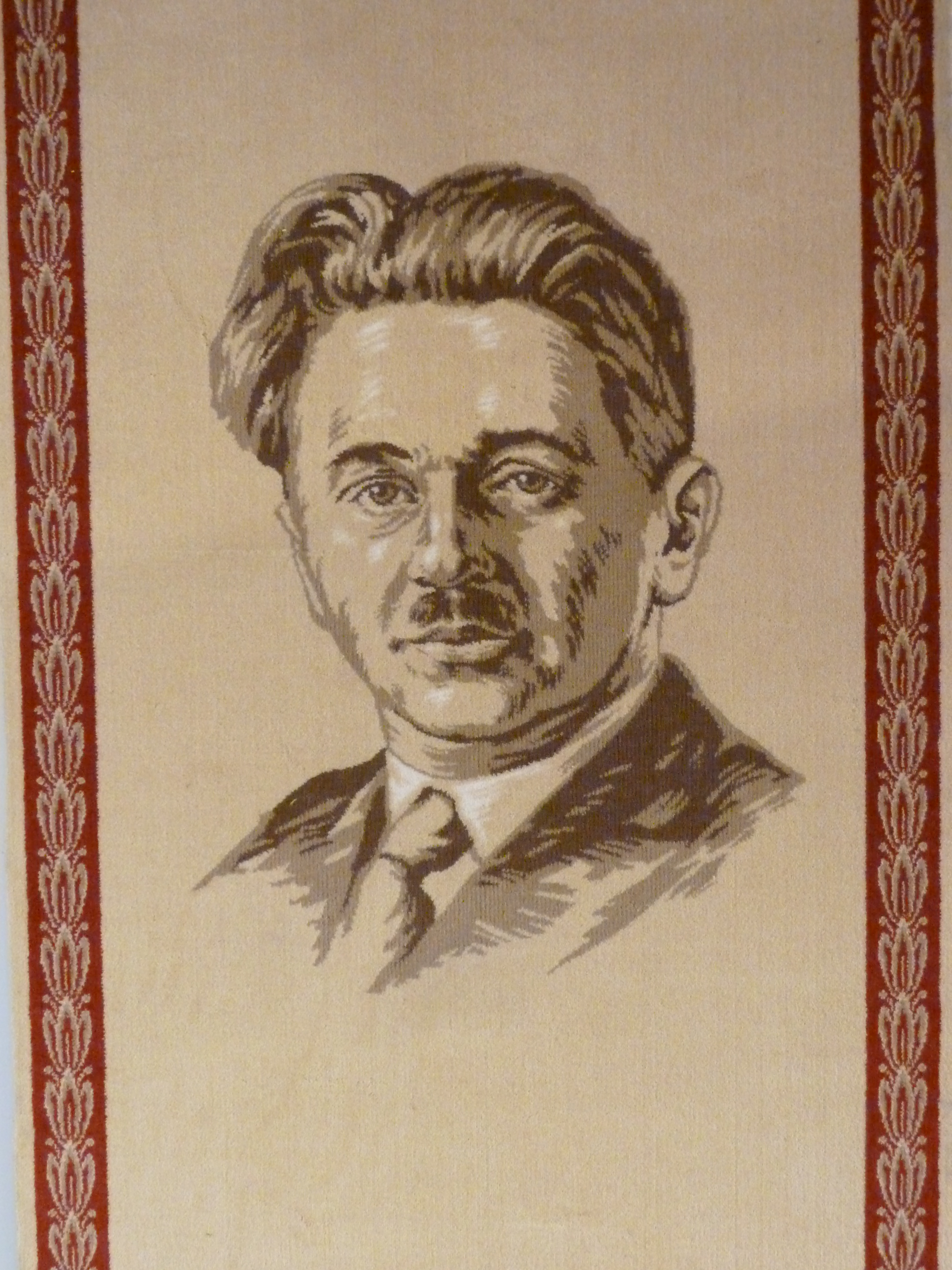
Friedrich (Fritz) Carl Heckert

Friedrich (Fritz) Carl Heckert (* 28. März 1884 in Chemnitz; † 7. April 1936 in Moskau) war ein deutscher Politiker, Mitbegründer des Spartakusbundes und der Kommunistischen Partei Deutschlands (KPD) und führender Funktionär der Kommunistischen Internationale (Komintern). Im Jahr 1923 war Heckert eine kurze Zeit Wirtschaftsminister von Sachsen.

## Leben
Fritz Heckert war Sohn einer Arbeiterfamilie; sein Vater war Messerschmied und seine Mutter Handschuhweberin. Beide gehörten der Sozialdemokratischen Partei Deutschlands (SPD) an. Nach der Schule erlernte Fritz Heckert den Beruf des Maurers und besuchte die Gewerbeschule.
Im Jahr 1902 trat Heckert dem Deutschen Bauarbeiterverband und der SPD bei, wo er sich dem linken Flügel anschloss. Auf der Wanderschaft lernte er 1911 in der Schweiz seine spätere Frau Wilma Stammberg (1885–1967) kennen. Die Lettin war Mitglied der Sozialdemokratischen Arbeiterpartei Russlands und brachte Heckert mit Lenin zusammen, der ihn im Sinn der Bolschewiki beeinflusste.
Anfang des Jahres 1912 nach Chemnitz zurückgekehrt, wurde Heckert hauptamtlicher Gewerkschaftssekretär. In der Zeit des Ersten Weltkriegs war er einer der Mitbegründer der Spartakusgruppe und der Unabhängigen Sozialdemokratischen Partei Deutschlands. Im November 1918 wurde er Vorsitzender des Chemnitzer Arbeiter- und Soldatenrates. Heckert gehörte zu den Delegierten des Gründungsparteitags der KPD am 30. Dezember 1918. Der Name „Kommunistische Partei Deutschlands“ ging auf seinen Vorschlag zurück.
Nach dem Tod von Karl Wilhelm Stolle kandidierte Heckert bei der Ersatzwahl am 13. Mai 1918 im Reichstagswahlkreis Königreich Sachsen 18, unterlag aber Richard Meier (SPD) deutlich. Die Kandidatur war ein Bruch des Burgfriedens. Dieser Konflikt war darin begründet, dass Stolle sein Mandat für die SPD gewonnen hatte (daraus leitete sich der Anspruch der SPD ab) aber 1917 der USPD beigetreten war.
Unter der Leitung Heinrich Brandlers und Heckerts war die Chemnitzer KPD-Organisation eine der stärksten in Deutschland. An der Seite des mit ihm befreundeten Brandler stieg Heckert nach dem Vereinigungsparteitag mit der USPD im Dezember 1920 ins Zentralkomitee der KPD (ZK) auf. Mit kurzer Unterbrechung im Jahr 1924 sollte er ihm bis zu seinem Tod angehören. Zeitweise war Heckert Vertreter der KPD bei der Roten Gewerkschafts-Internationale (RGI) in Moskau, dann ab 1922 der Stellvertreter Jacob Walchers, dem Leiter der Gewerkschaftsabteilung der KPD-Zentrale in Berlin.
Als Mitglied der Brandler-Führung wurde Heckert im Jahr 1923 im Deutschen Oktober für 19 Tage Wirtschaftsminister der Sächsischen Regierung Zeigner. In dieser Zeit und während der folgenden Illegalität der KPD 1923/24 war Heckert aktiv an den Bürgerkriegsvorbereitungen der Partei beteiligt. Dies hatte im Oktober 1924 seine Inhaftierung zur Folge, die im Juli 1925 ein Reichstagsbeschluss in Anerkennung der Immunität Heckerts beendete.
Bei den Reichstagswahlen im Mai 1924 errang Heckert ein Mandat der KPD, das er bis 1933 behielt. Auf dem XI. Parteitag 1927 ins Politbüro gewählt, leitete er bis April 1928 die Gewerkschaftsabteilung des ZK, danach versetzte ihn die Komintern zur RGI nach Moskau. Von hier aus trat er während der Wittorf-Affäre mit Walter Ulbricht der Absetzung Ernst Thälmanns entgegen und kam wieder in die Zentrale der KPD nach Deutschland zurück. Seit dem VI. Weltkongress der Komintern 1928 war er Mitglied des Präsidiums des Exekutivkomitees der Kommunistischen Internationale (EKKI).

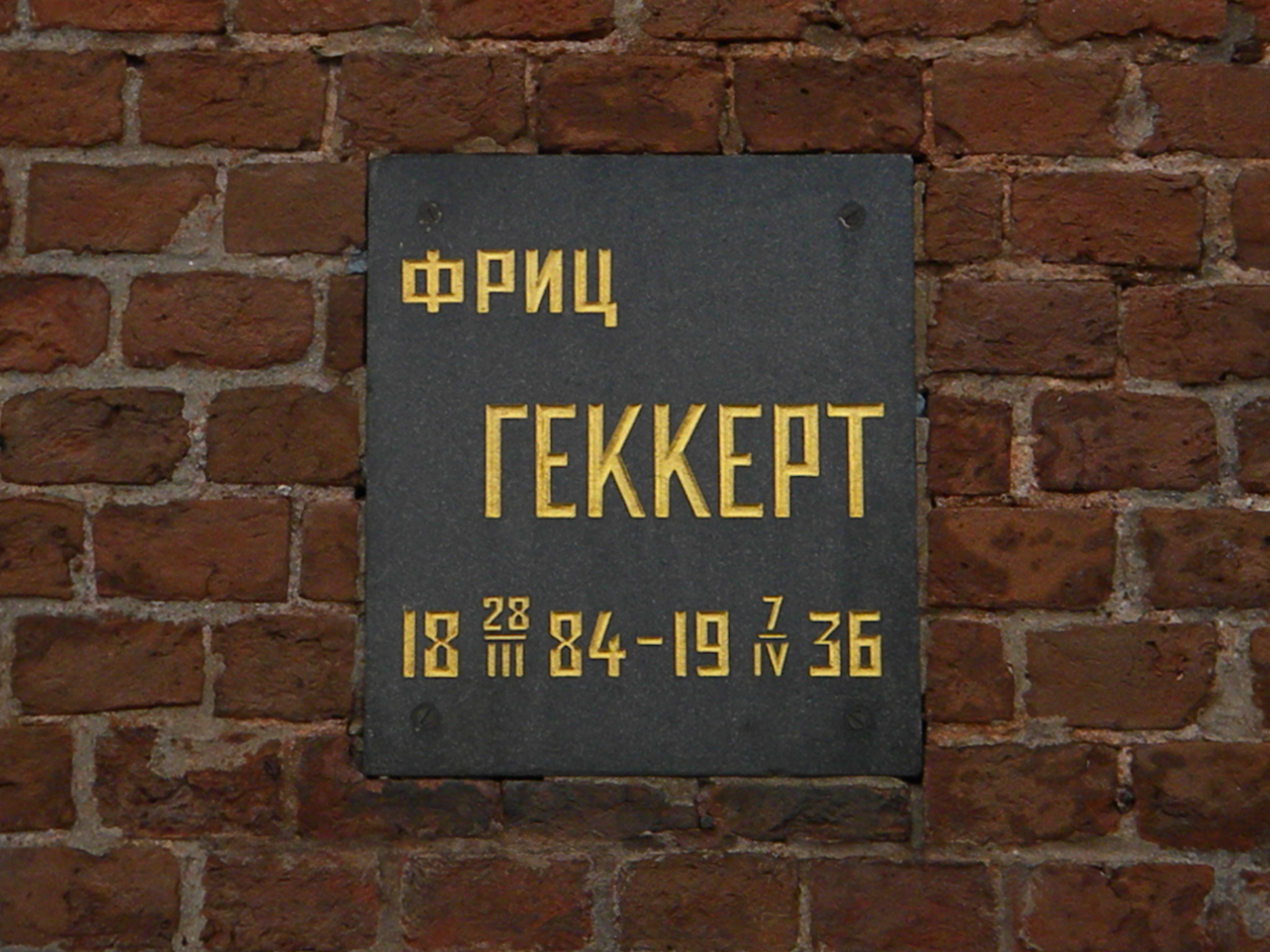
Grab von Fritz Heckert an der Kremlmauer

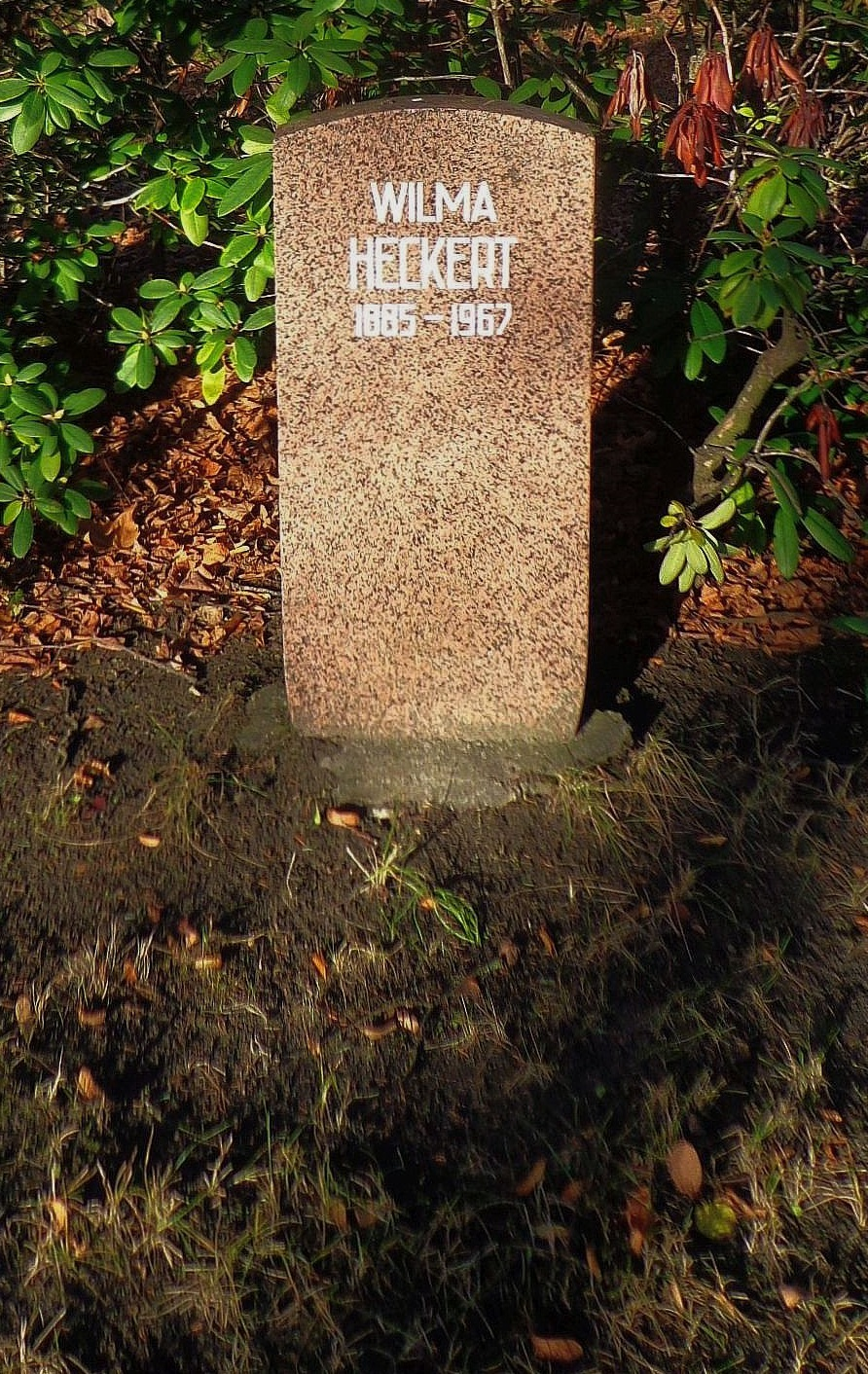
Grab von Wilma Heckert in Berlin

Der XII. Parteitag der KPD wählte ihn 1929 wieder ins ZK und ins Politbüro. Im Jahr 1931 wurde Heckert in Gelsenkirchen auf einer Kundgebung bei Zusammenstößen mit der SA schwer verletzt.
Als Vertreter der KPD ging er im Jahr 1932 wieder zum EKKI nach Moskau, wo er bis zu seinem Tod tätig war. Bei der Machtübernahme Hitlers war Heckerts Moskauaufenthalt öffentlich nicht bekannt und es wurde nach ihm gefahndet. Heckerts Name stand auf der am 25. August 1933 veröffentlichten ersten Ausbürgerungsliste des Deutschen Reichs.
Heckert starb im April 1936 an einem Schlaganfall in Moskau. Seine Urne wurde in der dortigen Nekropole an der Kremlmauer beigesetzt. Er ist neben Otto Strupat (1893–1921), Oskar Hellbrück (1884–1921) und Clara Zetkin (1857–1933) einer der wenigen Deutschen, die an der Kremlmauer bestattet wurden. Seine Witwe Wilma erhielt ein Ehrengrab in der Grabanlage Pergolenweg der Gedenkstätte der Sozialisten auf dem Zentralfriedhof Friedrichsfelde.

## Darstellung in der bildenden Kunst der Deutschen Demokratischen Republik
- Erich Hering: Porträt Fritz Heckert (1967, Öl)

## Würdigungen

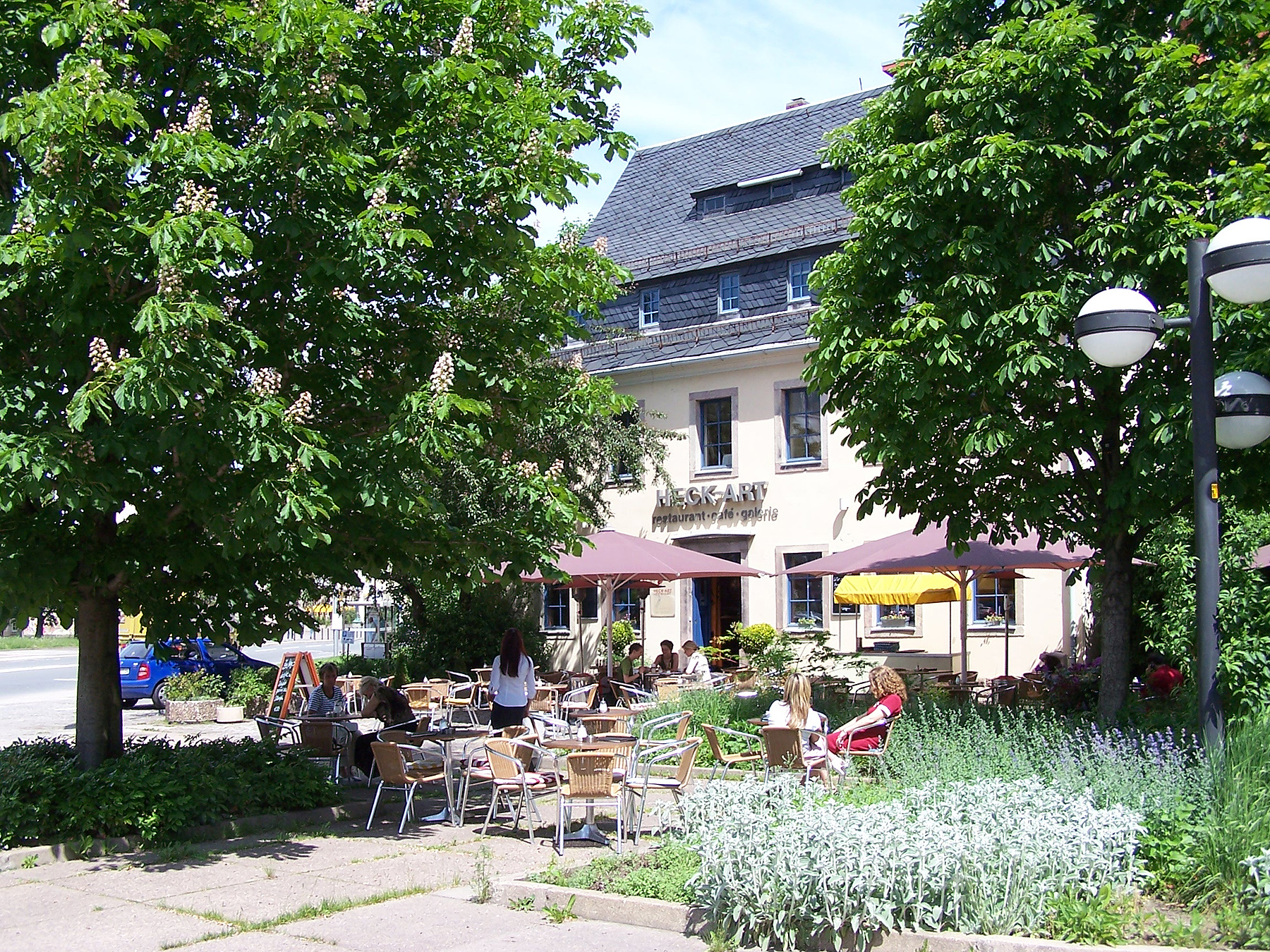
Galerie und Restaurant Heck-ART

In der Deutschen Demokratischen Republik (DDR) trugen zahlreiche Einrichtungen, Straßen und Schulen den Namen Fritz Heckerts, so die Gewerkschaftshochschule „Fritz Heckert“ in Bernau, die 31. Kampfgruppenhundertschaft (mot.) der WEMA Plauen, das 1961 in Dienst gestellte Urlauberschiff Fritz Heckert des FDGB, auch der Fußballverein BSG Motor Fritz Heckert Karl-Marx-Stadt. Anlässlich des 15. Todestages von Fritz Heckert am 7. April 1951 wurde der VEB Wanderer-Fräsmaschinenbau Siegmar-Schönau in VEB Fritz-Heckert-Werk umbenannt. Das Werk wurde später Stammbetrieb des Werkzeugmaschinenkombinats „Fritz Heckert“. Die größte Karl-Marx-Städter Plattenbausiedlung trug den Namen Wohngebiet Fritz Heckert. Von 1955 bis 1990 verlieh der FDGB verdienstvollen Mitarbeitern die Fritz-Heckert-Medaille. Auch das FDGB-Ferienheim Fritz Heckert in Gernrode, das erste in der DDR neugebaute FDGB-Ferienheim, trug seinen Namen, ebenso das Ferien- und Schulungsheim „Fritz Heckert“ des VEB Kombinat Tiefbau Berlin am Wukensee in Biesenthal. Auch in Berlin-Mitte gab es 1951–1991 eine Fritz-Heckert-Straße. Die Deutsche Post der DDR gab 1974 zu seinen Ehren eine Sondermarke in der Serie Persönlichkeiten der deutschen Arbeiterbewegung heraus.
Im schwarzmeerdeutschen Amtsbezirk Kronau erfolgte 1920–1930 die Gründung eines Deutschen Nationalkreises namens Friedrich Heckert.
Sein Geburtshaus befindet sich seit dem Jahr 1974 nach einer Translozierung um wenige hundert Meter an der Mühlenstraße in Chemnitz. Seine Eltern bewohnten in dem typischen Weberhaus bis zum Jahr 1886 zwei kleine Stuben in der zweiten Etage. Zur DDR-Zeit gab es hier eine Gedenkstätte mit 12 Ausstellungsräumen. Es ist unter der Bezeichnung Heck-Art-Haus ein Teil der Chemnitzer Kunstszene.